# Cselgáncs a 2004. évi nyári olimpiai játékokon
A 2004. évi nyári olimpiai játékokon a cselgáncsban hét férfi és hét női súlycsoportban mérkőztek.

## Összesített éremtáblázat
(A táblázatokban a rendező ország sportolói eltérő háttérszínnel, az egyes számoszlopok legmagasabb értéke vagy értékei vastagítással kiemelve.)
| A 2004. évi nyári olimpiai játékok éremtáblázata cselgáncsban | A 2004. évi nyári olimpiai játékok éremtáblázata cselgáncsban | A 2004. évi nyári olimpiai játékok éremtáblázata cselgáncsban | A 2004. évi nyári olimpiai játékok éremtáblázata cselgáncsban | A 2004. évi nyári olimpiai játékok éremtáblázata cselgáncsban | Olimpia  |
| ------------------------------------------------------------- | ------------------------------------------------------------- | ------------------------------------------------------------- | ------------------------------------------------------------- | ------------------------------------------------------------- | -------- |
|                                                               | Ország                                                        | Arany                                                         | Ezüst                                                         | Bronz                                                         | Összesen |
| 1.                                                            | Japán (JPN)                                                   | 8                                                             | 2                                                             | 0                                                             | 10       |
| 2.                                                            | Kína (CHN)                                                    | 1                                                             | 1                                                             | 3                                                             | 5        |
| 3.                                                            | Dél-Korea (KOR)                                               | 1                                                             | 1                                                             | 1                                                             | 3        |
| 4.                                                            | Grúzia (GEO)                                                  | 1                                                             | 1                                                             | 0                                                             | 2        |
| 5.                                                            | Németország (GER)                                             | 1                                                             | 0                                                             | 3                                                             | 4        |
| 6.                                                            | Fehéroroszország (BLR)                                        | 1                                                             | 0                                                             | 0                                                             | 1        |
| 6.                                                            | Görögország (GRE)                                             | 1                                                             | 0                                                             | 0                                                             | 1        |
|                                                               |                                                               |                                                               |                                                               |                                                               |          |
| 8.                                                            | Oroszország (RUS)                                             | 0                                                             | 2                                                             | 3                                                             | 5        |
| 9.                                                            | Kuba (CUB)                                                    | 0                                                             | 1                                                             | 5                                                             | 6        |
| 10.                                                           | Hollandia (NED)                                               | 0                                                             | 1                                                             | 3                                                             | 4        |
| 11.                                                           | Ausztria (AUT)                                                | 0                                                             | 1                                                             | 0                                                             | 1        |
| 11.                                                           | Franciaország (FRA)                                           | 0                                                             | 1                                                             | 0                                                             | 1        |
| 11.                                                           | Észak-Korea (PRK)                                             | 0                                                             | 1                                                             | 0                                                             | 1        |
| 11.                                                           | Szlovákia (SVK)                                               | 0                                                             | 1                                                             | 0                                                             | 1        |
| 11.                                                           | Ukrajna (UKR)                                                 | 0                                                             | 1                                                             | 0                                                             | 1        |
|                                                               |                                                               |                                                               |                                                               |                                                               |          |
| 16.                                                           | Brazília (BRA)                                                | 0                                                             | 0                                                             | 2                                                             | 2        |
| 17.                                                           | Belgium (BEL)                                                 | 0                                                             | 0                                                             | 1                                                             | 1        |
| 17.                                                           | Bulgária (BUL)                                                | 0                                                             | 0                                                             | 1                                                             | 1        |
| 17.                                                           | Észtország (EST)                                              | 0                                                             | 0                                                             | 1                                                             | 1        |
| 17.                                                           | Izrael (ISR)                                                  | 0                                                             | 0                                                             | 1                                                             | 1        |
| 17.                                                           | Olaszország (ITA)                                             | 0                                                             | 0                                                             | 1                                                             | 1        |
| 17.                                                           | Mongólia (MGL)                                                | 0                                                             | 0                                                             | 1                                                             | 1        |
| 17.                                                           | Szlovénia (SLO)                                               | 0                                                             | 0                                                             | 1                                                             | 1        |
| 17.                                                           | Egyesült Államok (USA)                                        | 0                                                             | 0                                                             | 1                                                             | 1        |
|                                                               |                                                               |                                                               |                                                               |                                                               |          |
| Összesen                                                      | Összesen                                                      | 14                                                            | 14                                                            | 28                                                            | 56       |

## Férfi

### Éremtáblázat
| A 2004. évi nyári olimpiai játékok éremtáblázata férfi cselgáncsban | A 2004. évi nyári olimpiai játékok éremtáblázata férfi cselgáncsban | A 2004. évi nyári olimpiai játékok éremtáblázata férfi cselgáncsban | A 2004. évi nyári olimpiai játékok éremtáblázata férfi cselgáncsban | A 2004. évi nyári olimpiai játékok éremtáblázata férfi cselgáncsban | Olimpia  |
| ------------------------------------------------------------------- | ------------------------------------------------------------------- | ------------------------------------------------------------------- | ------------------------------------------------------------------- | ------------------------------------------------------------------- | -------- |
|                                                                     | Ország                                                              | Arany                                                               | Ezüst                                                               | Bronz                                                               | Összesen |
| 1.                                                                  | Japán (JPN)                                                         | 3                                                                   | 1                                                                   | 0                                                                   | 4        |
| 2.                                                                  | Dél-Korea (KOR)                                                     | 1                                                                   | 1                                                                   | 1                                                                   | 3        |
| 3.                                                                  | Grúzia (GEO)                                                        | 1                                                                   | 1                                                                   | 0                                                                   | 2        |
| 4.                                                                  | Görögország (GRE)                                                   | 1                                                                   | 0                                                                   | 0                                                                   | 1        |
| 4.                                                                  | Fehéroroszország (BLR)                                              | 1                                                                   | 0                                                                   | 0                                                                   | 1        |
|                                                                     |                                                                     |                                                                     |                                                                     |                                                                     |          |
| 6.                                                                  | Oroszország (RUS)                                                   | 0                                                                   | 2                                                                   | 2                                                                   | 4        |
| 7.                                                                  | Szlovákia (SVK)                                                     | 0                                                                   | 1                                                                   | 0                                                                   | 1        |
| 7.                                                                  | Ukrajna (UKR)                                                       | 0                                                                   | 1                                                                   | 0                                                                   | 1        |
|                                                                     |                                                                     |                                                                     |                                                                     |                                                                     |          |
| 9.                                                                  | Brazília (BRA)                                                      | 0                                                                   | 0                                                                   | 2                                                                   | 2        |
| 9.                                                                  | Hollandia (NED)                                                     | 0                                                                   | 0                                                                   | 2                                                                   | 2        |
| 11.                                                                 | Bulgária (BUL)                                                      | 0                                                                   | 0                                                                   | 1                                                                   | 1        |
| 11.                                                                 | Egyesült Államok (USA)                                              | 0                                                                   | 0                                                                   | 1                                                                   | 1        |
| 11.                                                                 | Észtország (EST)                                                    | 0                                                                   | 0                                                                   | 1                                                                   | 1        |
| 11.                                                                 | Izrael (ISR)                                                        | 0                                                                   | 0                                                                   | 1                                                                   | 1        |
| 11.                                                                 | Kuba (CUB)                                                          | 0                                                                   | 0                                                                   | 1                                                                   | 1        |
| 11.                                                                 | Németország (GER)                                                   | 0                                                                   | 0                                                                   | 1                                                                   | 1        |
| 11.                                                                 | Mongólia (MGL)                                                      | 0                                                                   | 0                                                                   | 1                                                                   | 1        |
|                                                                     |                                                                     |                                                                     |                                                                     |                                                                     |          |
| Összesen                                                            | Összesen                                                            | 7                                                                   | 7                                                                   | 14                                                                  | 28       |

### Érmesek
| A 2004. évi nyári olimpiai játékok férfi érmesei cselgáncsban |                                       |                                     |                                        |
| Versenyszám                                                   | Arany                                 | Ezüst                               | Bronz                                  |
| 60 kg                                                         | Nomura Tadahiro · Japán (JPN)         | Nesztor Hergiani · Grúzia (GEO)     | Hasbátarín Cagánbátar · Mongólia (MGL) |
| 60 kg                                                         | Nomura Tadahiro · Japán (JPN)         | Nesztor Hergiani · Grúzia (GEO)     | Cshö Minho · Dél-Korea (KOR)           |
| 66 kg                                                         | Ucsisiba Maszato · Japán (JPN)        | Jozef Krnáč · Szlovákia (SVK)       | Georgi Georgiev · Bulgária (BUL)       |
| 66 kg                                                         | Ucsisiba Maszato · Japán (JPN)        | Jozef Krnáč · Szlovákia (SVK)       | Yordanis Arencibia · Kuba (CUB)        |
| 73 kg                                                         | I Vonhi · Dél-Korea (KOR)             | Vitalij Makarov · Oroszország (RUS) | Leandro Guilheiro · Brazília (BRA)     |
| 73 kg                                                         | I Vonhi · Dél-Korea (KOR)             | Vitalij Makarov · Oroszország (RUS) | Jmmy Pedro · Egyesült Államok (USA)    |
| 81 kg                                                         | Ilíasz Iliádisz · Görögország (GRE)   | Roman Hontyuk · Ukrajna (UKR)       | Dmitrij Noszov · Oroszország (RUS)     |
| 81 kg                                                         | Ilíasz Iliádisz · Görögország (GRE)   | Roman Hontyuk · Ukrajna (UKR)       | Flávio Canto · Brazília (BRA)          |
| 90 kg                                                         | Zurab Zviadauri · Grúzia (GEO)        | Izumi Hirosi · Japán (JPN)          | Mark Huizinga · Hollandia (NED)        |
| 90 kg                                                         | Zurab Zviadauri · Grúzia (GEO)        | Izumi Hirosi · Japán (JPN)          | Haszanbi Taov · Oroszország (RUS)      |
| 100 kg                                                        | Ihar Makarav · Fehéroroszország (BLR) | Csang Szongho · Dél-Korea (KOR)     | Arik Zeevi · Izrael (ISR)              |
| 100 kg                                                        | Ihar Makarav · Fehéroroszország (BLR) | Csang Szongho · Dél-Korea (KOR)     | Michael Jurack · Németország (GER)     |
| +100 kg                                                       | Szuzuki Keidzsi · Japán (JPN)         | Tamerlan Tmenov · Oroszország (RUS) | Indrek Pertelson · Észtország (EST)    |
| +100 kg                                                       | Szuzuki Keidzsi · Japán (JPN)         | Tamerlan Tmenov · Oroszország (RUS) | Denis van der Geest · Hollandia (NED)  |

## Női

### Éremtáblázat
| A 2004. évi nyári olimpiai játékok éremtáblázata női cselgáncsban | A 2004. évi nyári olimpiai játékok éremtáblázata női cselgáncsban | A 2004. évi nyári olimpiai játékok éremtáblázata női cselgáncsban | A 2004. évi nyári olimpiai játékok éremtáblázata női cselgáncsban | A 2004. évi nyári olimpiai játékok éremtáblázata női cselgáncsban | Olimpia  |
| ----------------------------------------------------------------- | ----------------------------------------------------------------- | ----------------------------------------------------------------- | ----------------------------------------------------------------- | ----------------------------------------------------------------- | -------- |
|                                                                   | Ország                                                            | Arany                                                             | Ezüst                                                             | Bronz                                                             | Összesen |
| 1.                                                                | Japán (JPN)                                                       | 5                                                                 | 1                                                                 | 0                                                                 | 6        |
| 2.                                                                | Kína (CHN)                                                        | 1                                                                 | 1                                                                 | 3                                                                 | 5        |
| 3.                                                                | Németország (GER)                                                 | 1                                                                 | 0                                                                 | 2                                                                 | 3        |
|                                                                   |                                                                   |                                                                   |                                                                   |                                                                   |          |
| 4.                                                                | Kuba (CUB)                                                        | 0                                                                 | 1                                                                 | 4                                                                 | 5        |
| 5.                                                                | Hollandia (NED)                                                   | 0                                                                 | 1                                                                 | 1                                                                 | 2        |
| 6.                                                                | Ausztria (AUT)                                                    | 0                                                                 | 1                                                                 | 0                                                                 | 1        |
| 6.                                                                | Franciaország (FRA)                                               | 0                                                                 | 1                                                                 | 0                                                                 | 1        |
| 6.                                                                | Észak-Korea (PRK)                                                 | 0                                                                 | 1                                                                 | 0                                                                 | 1        |
|                                                                   |                                                                   |                                                                   |                                                                   |                                                                   |          |
| 9.                                                                | Belgium (BEL)                                                     | 0                                                                 | 0                                                                 | 1                                                                 | 1        |
| 9.                                                                | Olaszország (ITA)                                                 | 0                                                                 | 0                                                                 | 1                                                                 | 1        |
| 9.                                                                | Oroszország (RUS)                                                 | 0                                                                 | 0                                                                 | 1                                                                 | 1        |
| 9.                                                                | Szlovénia (SLO)                                                   | 0                                                                 | 0                                                                 | 1                                                                 | 1        |
|                                                                   |                                                                   |                                                                   |                                                                   |                                                                   |          |
| Összesen                                                          | Összesen                                                          | 7                                                                 | 7                                                                 | 14                                                                | 28       |

### Érmesek
| A 2004. évi nyári olimpiai játékok női érmesei cselgáncsban |                                             |                                           |                                        |
| Versenyszám                                                 | Arany                                       | Ezüst                                     | Bronz                                  |
| 48 kg                                                       | Tani Rjóko · Japán (JPN)                    | Frédérique Jossinet · Franciaország (FRA) | Kao Feng (Gao Feng) · Kína (CHN)       |
| 48 kg                                                       | Tani Rjóko · Japán (JPN)                    | Frédérique Jossinet · Franciaország (FRA) | Julia Matijass · Németország (GER)     |
| 52 kg                                                       | Hszien Tung-mej (Xian Dongmei) · Kína (CHN) | Jokoszava Juki · Japán (JPN)              | Ilse Heylen · Belgium (BEL)            |
| 52 kg                                                       | Hszien Tung-mej (Xian Dongmei) · Kína (CHN) | Jokoszava Juki · Japán (JPN)              | Amarilis Savón · Kuba (CUB)            |
| 57 kg                                                       | Ivonne Bönisch · Németország (GER)          | Kje Szunhi · Észak-Korea (PRK)            | Deborah Gravenstijn · Hollandia (NED)  |
| 57 kg                                                       | Ivonne Bönisch · Németország (GER)          | Kje Szunhi · Észak-Korea (PRK)            | Jurisleidi Lupetej · Kuba (CUB)        |
| 63 kg                                                       | Tanimoto Ajumi · Japán (JPN)                | Claudia Heill · Ausztria (AUT)            | Driulis González · Kuba (CUB)          |
| 63 kg                                                       | Tanimoto Ajumi · Japán (JPN)                | Claudia Heill · Ausztria (AUT)            | Urška Žolnir · Szlovénia (SLO)         |
| 70 kg                                                       | Ueno Maszae · Japán (JPN)                   | Edith Bosch · Hollandia (NED)             | Csin Tung-ja (Qin Dongya) · Kína (CHN) |
| 70 kg                                                       | Ueno Maszae · Japán (JPN)                   | Edith Bosch · Hollandia (NED)             | Annett Böhm · Németország (GER)        |
| 78 kg                                                       | Anno Noriko · Japán (JPN)                   | Liu Hszia (Liu Xia) · Kína (CHN)          | Jurisel Laborde · Kuba (CUB)           |
| 78 kg                                                       | Anno Noriko · Japán (JPN)                   | Liu Hszia (Liu Xia) · Kína (CHN)          | Lucia Morico · Olaszország (ITA)       |
| +78 kg                                                      | Cukada Maki · Japán (JPN)                   | Daima Beltrán · Kuba (CUB)                | Tea Donguzasvili · Oroszország (RUS)   |
| +78 kg                                                      | Cukada Maki · Japán (JPN)                   | Daima Beltrán · Kuba (CUB)                | Szun Fu-ming (Sun Fuming) · Kína (CHN) |